# État Karen
L'État Karen ou État de Kayin (MLCTS ka.yang pranynai) est une subdivision administrative du sud-est de la Birmanie (Myanmar). Sa capitale est Pa-An.

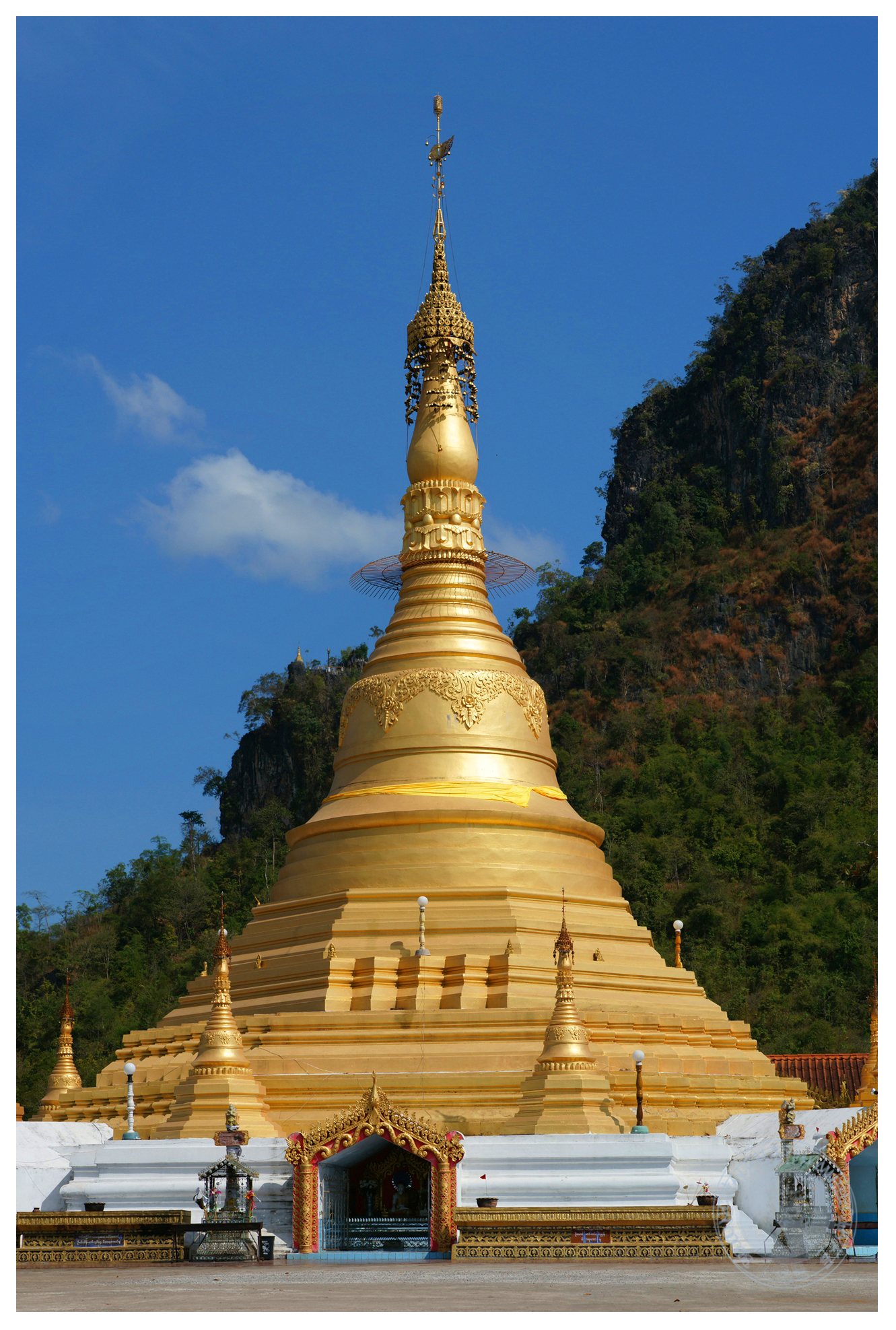
Pagode aux Pythons

Le contrôle de la région a été longtemps disputé entre l'armée birmane et les Karens. Ceux-ci forment une large part de la population de l'État, qu'ils désignent sous le nom de Kawthoolei et pour lequel ils demandent une plus grande autonomie vis-à-vis du gouvernement central.
Outre ses habitants Karens et Birmans, l'État abrite des minorités des ethnies Padaung, Shan, Pa-O, Mon et Arakanaise. Les Karens sont surtout animistes, ou bouddhistes, parfois chrétiens (particulièrement baptistes).[réf. nécessaire]

## Histoire
La région qui forme aujourd'hui l' État Karen faisait partie des différents royaumes birmans qui se sont succédé depuis la formation du royaume de Pagan au milieu du XIe siècle. Du XIIIe siècle au XVIe siècle, une grande partie de la région appartenait au royaume d'Hanthawaddy, alors que la partie nord de la région appartenait au Taungû, un état vassal du royaume d'Ava. La région est devint fit ensuite partie de la dynastie Taungû et de la dynastie Konbaung du XVIe siècle au XIXe siècle. Les Britanniques s'emparèrent du tiers sud de l'État Karen actuel (au-dessous de la rivière Salouen) après la première guerre anglo-birmane (1824-1826) et du reste après la seconde guerre anglo-birmane de 1852.
À la fin de l'ère coloniale britannique (1945-1948), les dirigeants karens insistèrent pour la création d'un État séparé au sein de l'Empire britannique couvrant l'État Karen actuel, une grande partie de l'État Môn et de la région de Tanintharyi. En février 1947 ils refusèrent de signer l'accord de Panglong qui était la base de la Constitution Birmane de 1947 de la Birmanie. Et boycottèrent les élections pré-indépendance d'avril 1947. Cette constitution accordait bien un état aux Karens mais celui-ci avait une superficie inférieure à ce que les dirigeants Karen demandaient aux Britanniques ; la constitution garantissait également aux différents états le droit de se séparer de l'union après une période de dix ans. L'accord de Panglong ne donnait qu'un seul État aux Shans et aux Kachins. Les Chins, qui signèrent l'accord, ne recevaient pas d'État. L'Union nationale karen, majoritaire chez les dirigeants Karen, n'était pas satisfaite et réclamait une indépendance totale. En 1949, le KNU initia une rébellion qui se poursuit encore aujourd'hui. Le 31 janvier, le KNU célèbre le « jour de la révolution » . Cette journée marque le moment où ils sont entrés dans la clandestinité lors de la bataille d'Insein.
Depuis cette époque, une grande partie de l'État est devenue un champ de bataille et les civils font les frais de cette guerre larvée. Le KNU mène toujours la résistance, qui est devenue la résistance la plus longue du monde. En 1989, le gouvernement militaire a changé le nom anglais « Karen state » en « Kayin state ».

## Organisation
L'État compte 3 districts, 7 municipalités, 10 villes et 2 092 villages. 
Les trois districts sont :
- District de Pa-An
- District de Myawaddy
- District de Kawkareik

Les sept municipalités sont celles de :
- Pa-An
- Hlaignbwe
- Hpapun
- Thandaung
- Myawaddy
- Kawkareik
- Kyain Seikgyi

Outre la capitale Pa-An, neuf localités ont le statut de ville :
- Hlaignbwe
- Papun
- Thandaung
- Thandaunggyi
- Myawaddy
- Kawkareik
- Kyeikdon
- Kyainseikgyi
- Payathonzu

Villages dans l'état de Karen:
- Tagondaing

## Éducation
L'État Karen possède une université et quatre autres établissements d'enseignement supérieur, tous situés à Pa-An.